# Mont Markham
Mont Markham és un massís amb dos pics que es troba al nord de l'Antàrtida a l'Altiplà Markham. El pic més alt fa 4.350 m d'alt i l'altre 4.280 m. La seva prominència és de 2103 m Va ser descobert per l'expedició nacional antàrtica britànica (1901–04), i rep el nom de Sir Clements Markham, qui, com a president de la Royal Geographical Society,va planificar aquella expedició i escollí Robert Falcon Scott per a dirigir-la.